# Île de Croÿ
Île de Croÿ je nenaseljeni otok u otočju Kerguelen, oko deset milja sjeverozapadno od Grande Terre, glavnog otoka u otočju.
Otok je položen u smjeru istok-zapad, a dugačak je 5,61 km. Na otoku je vulkan.
Prosječna temperatura na otoku je 9°C.
Na otoku žive pingvini, albatrosi i tuljani.